# The Bionic Woman
The Bionic Woman (br: A Mulher Biônica; pt: The Bionic Woman) é um seriado de televisão norte-americano spin off de
The Six Million Dollar Man sobre a ciborgue Jaime Sommers, interpretada por Lindsay Wagner.
A personagem apareceu pela primeira vez em um especial de 2h no seriado The Six Million Dollar Man . Na história, a noiva de Steve Austin sofre um acidente e Austin convence seu chefe a colocar os implantes biônicos nela também. Seu corpo rejeita, e ela morre na cirurgia de remoção. No entanto, a personagem caiu no gosto do público, o que fez os produtores a criarem um spin-off só dela. A explicação para seu retorno é que ela ficou em animação suspensa até ter seu corpo recuperado, porém sem memória. Assim a personagem pôde ter liberdade de roteiro, sem necessitar do Steve Austin sempre próximo, o que seria impossível se eles ainda fossem noivos.

## Sinopse
A série conta a história de Jaime Sommers (Lindsay Wagner), uma bela jovem de 27 anos apaixonada por esportes, tenista profissional e noiva de Steve Austin (Lee Majors).
Durante um passeio onde Steve e Jaime pulam de paraquedas, o equipamento de Jaime não se abre e ela mergulha em direção ao solo, sofrendo lesões na cabeça, pernas e braços. Diante do estado crítico de sua noiva, Steve Austin (na verdade um agente do governo com implantes biônicos - The Six Million Dollar Man) apela a seu chefe, Oscar Goldman (Richard Anderson), para que salve a vida de Jaime por meio de implantes biônicos, ainda que isso a torne uma agente do Serviço de Inteligência Científica (OSI - Office of Scientific Intelligence). Goldman concorda em acionar o Dr. Rudy Wells (Martin E. Brooks) e sua equipe para o procedimento de "recolocação biônica".
Como resultado dos implantes semelhantes aos de Steve, Jaime tem sua audição direita amplificada permitindo ouvir sons baixos, de diferentes frequências e a longas distâncias, recebe um novo braço direito com força extraordinária, além de pernas que a permitem alcançar velocidades superiores a 90 km/h. Embora 96 km/h seja a velocidade mais comumente citada por Jaime Sommers e Steve Austin, o episódio "Vencer é tudo" mostra de forma inequívoca Jamie ultrapassando um carro de corrida a 160 Km/h (um velocímetro é mostrado na tela). Os implantes biônicos não podem ser distinguidos das partes naturais do corpo, exceto em ocasiões onde eles sofrem danos e os mecanismos acabam sendo expostos (como visto na Parte 2 do episodio "Doomsday is Tomorrow" quando Jaime tem sua perna direita danificada).
No início de sua recuperação pós-cirúrgica o corpo de Jaime rejeita os implantes biônicos e ela passa a ter dores extremas e problemas psíquicos a tal ponto que foge do centro de pesquisas biônicas mas acaba sendo resgatada por Steve Austin. A equipe médica decide por retirar os implantes biônicos, entretanto durante a cirurgia aparentemente Jamie não resiste e é dada como morta. Sem que Steve saiba, a equipe médica submete Jaime a procedimentos experimentais de animação suspensa (criogenia) até que os danos cerebrais fossem removidos com segurança, contudo após os procedimentos sua memória é apagada. A partir desse momento ela adota a identidade secreta como professora de uma base militar e passa a ter sua vida monitorada por seus superiores do governo americano.
A série ficou marcada por se utilizar de recursos criativos para superar as limitações orçamentárias e tecnológicas da época como representar em câmera lenta com o característico efeito sonoro as corridas em super velocidade, os saltos em grandes alturas e os arremessos e destruições feitos pelo braço biônico.

## Temporadas
A série estreou no canal ABC em Janeiro de 1976 com quatorze episódios exibidos de Janeiro a Maio de 1976 e foi o quinto seriado de televisão mais visto entre 1975 e 1976, à frente de The Six Million Dollar Man.
A segunda temporada foi exibida de Setembro de 1976 a Maio de 1977 com 22 episódios e alcançou bons índices, ficando em 14º lugar no período, ligeiramente atrás de The Six Million Dollar Man. Essa temporada teve episódios notáveis como "Kill Oscar", onde Jaime luta contra fembots, e "Deadly Ringer", que deu a Lindsay Wagner um Emmy Award. Embora tenha obtido boa performance durante a segunda temporada, o canal ABC optou por não continuar a série devido a entender que não atrairia o público que o canal queria.
Assim o canal NBC produziu a terceira e última temporada do seriado, a qual foi exibida de Setembro de 1977 a Maio de 1978, com 22 episódios. Nessa temporada surge um novo personagem, Chris Williams (Christopher Stone) como um recorrente interessado por Jaime.

## Abertura original
Jerry Fielding compôs o primeiro tema de abertura da série. No início da segunda temporada, o tema de Fielding foi substituído por outra música de Joe Harnell o qual havia previamente sido usada nos momentos de "créditos finais".

## Guia de Episódios

### Primeira Temporada (1976)
| #  | Título                       | Transmissão EUA | Transmissão Portugal |
| -- | ---------------------------- | --------------- | -------------------- |
| 1  | "Welcome Home, Jaime Part 1" | 14/Jan/1976     |                      |
| 2  | "Welcome Home, Jaime Part 2" | 21/Jan/1976     |                      |
| 3  | "Angel of Mercy"             | 28/Jan/1976     |                      |
| 4  | "A Thing of the Past"        | 18/Fev/1976     |                      |
| 5  | "Claws"                      | 25/Fev/1976     |                      |
| 6  | "The Deadly Missiles"        | 03/Mar/1976     |                      |
| 7  | "Bionic Beauty"              | 17/Mar/1976     |                      |
| 8  | "Jaime's Mother"             | 24/Mar/1976     |                      |
| 9  | "Winning is Everything"      | 07/Abr/1976     |                      |
| 10 | "Canyon of Death"            | 14/Abr/1976     |                      |
| 11 | "Fly Jaime"                  | 05/Mai/1976     |                      |
| 12 | "The Jailing of Jaime"       | 12/Mai/1976     |                      |
| 13 | "Mirror Image"               | 19/Mai/1976     |                      |
| 14 | "The Ghosthunter"            | 26/Mai/1976     |                      |

### Segunda Temporada (1976-1977)
| #  | Título                          | Transmissão EUA | Transmissão Portugal |
| -- | ------------------------------- | --------------- | -------------------- |
| 1  | "In This Corner, Jaime Sommers" | 29/Set/1976     |                      |
| 2  | "Assault on the Princess"       | 06/Out/1976     |                      |
| 3  | "Road to Nashville"             | 20/Out/1976     |                      |
| 4  | "Kill Oscar, Part 1"            | 27/Out/1976     |                      |
| 5  | "Kill Oscar, Part 2"            | 31/Out/1976     |                      |
| 6  | "Kill Oscar, Part 3"            | 03/Nov/1976     |                      |
| 7  | "Black Magic"                   | 10/Nov/1976     |                      |
| 8  | "Sister Jaime"                  | 24/Nov/1976     |                      |
| 9  | "The Vega Influence"            | 01/Dez/1976     |                      |
| 10 | "Jaime's Shield, Part 1"        | 15/Dez/1976     |                      |
| 11 | "Jaime's Shield, Part 2"        | 22/Dez/1976     |                      |
| 12 | "Biofeedback"                   | 12/Jan/1977     |                      |
| 13 | "Doomsday is Tomorrow, Part 1"  | 19/Jan/1977     |                      |
| 14 | "Doomsday is Tomorrow, Part 2"  | 26/Jan/1977     |                      |
| 15 | "Deadly Ringer, Part 1"         | 02/Fev/1977     |                      |
| 16 | "Deadly Ringer, Part 2"         | 09/Fev/1977     |                      |
| 17 | "Jaime and the King"            | 23/Fev/1977     |                      |
| 18 | "Beyond the Call"               | 09/Mar/1977     |                      |
| 19 | "The DeJon Caper"               | 16/Mar/1977     |                      |
| 20 | "The Night Demon"               | 23/Mar/1977     |                      |
| 21 | "Iron Ships and Dead Men"       | 30/Mar/1977     |                      |
| 22 | "Once a Thief"                  | 04/Mai/1977     |                      |

### Terceira Temporada (1977-1978)
| #  | Título                                             | Transmissão EUA | Transmissão Portugal |
| -- | -------------------------------------------------- | --------------- | -------------------- |
| 1  | "The Bionic Dog, Part 1"                           | 10/Set/1977     |                      |
| 2  | "The Bionic Dog, Part 2"                           | 17/Set/1977     |                      |
| 3  | "Fembots in Las Vegas, Part 1"                     | 24/Set/1977     |                      |
| 4  | "Fembots in Las Vegas, Part 2"                     | 01/Out/1977     |                      |
| 5  | "Rodeo"                                            | 15/Out/1977     |                      |
| 6  | "African Connection"                               | 29/Out/1977     |                      |
| 7  | "Motorcycle Boogie"                                | 05/Nov/1977     |                      |
| 8  | "Brain Wash"                                       | 12/Nov/1977     |                      |
| 9  | "Escape to Love"                                   | 26/Nov/1977     |                      |
| 10 | "Max"                                              | 03/Dez/1977     |                      |
| 11 | "Over the Hill Spy"                                | 17/Dez/1977     |                      |
| 12 | "All for One"                                      | 07/Jan/1978     |                      |
| 13 | "The Pyramid"                                      | 14/Jan/1978     |                      |
| 14 | "The Antidote"                                     | 21/Jan/1978     |                      |
| 15 | "The Martians are Coming, The Martians are Coming" | 28/Jan/1978     |                      |
| 16 | "Sanctuary Earth"                                  | 11/Fev/1978     |                      |
| 17 | "Deadly Music"                                     | 18/Fev/1978     |                      |
| 18 | "Which One is Jaime?"                              | 25/Fev/1978     |                      |
| 19 | "Out of Body"                                      | 04/Mar/1978     |                      |
| 20 | "Long Live the King"                               | 25/Mar/1978     |                      |
| 21 | "Rancho Outcast"                                   | 06/Mai/1978     |                      |
| 22 | "On the Run"                                       | 13/Mai/1978     |                      |

### Tele-Filmes (1987-1994)
| # | Título                                                             | Transmissão EUA | Transmissão Portugal |
| - | ------------------------------------------------------------------ | --------------- | -------------------- |
| 1 | "The Return of the Six Million Dollar Man and the Bionic Woman"    | 17/Mai/1987     |                      |
| 2 | "Bionic Showdown: The Six Million Dollar Man and the Bionic Woman" | 30/Abr/1989     |                      |
| 3 | "Bionic Ever After?"                                               | 29/Nov/1994     |                      |

## Exibição nos países lusófonos

### Brasil
No Brasil, a série foi exibida nos anos 70, por alguns anos, pela Rede Bandeirantes, emissora que já exibia Cyborg - O Homem de Seis Milhões de Dólares.

### Portugal
A série nunca foi transmitida pela televisão portuguesa e acabaria por estrear em Portugal através do SkyShowtime.